# فاسيلي بوبا
فاسيلي بوبا (بالرومانية: Vasile Popa)‏ هو لاعب كرة قدم روماني، ولد في 26 أبريل 1969 في Fălcoiu ‏ في رومانيا. لعب مع نادي ميوفيني ‏.

## وصلات خارجية
- فاسيلي بوبا على موقع قاعدة بيانات كرة القدم.إي يو (الإنجليزية)
- فاسيلي بوبا على موقع ناشيونال فوتبول تيمز (الإنجليزية)